# 올라 라파스
올라 라파스(Ola Rapace, 1971년 12월 3일 ~ )는 스웨덴의 배우이다.

## 출연 작품
- 섹션제로2-블랙스쿼드 - 시리우스 베케르 역
- 아레스
- 섹션제로-3구역 - 시리우스 베케르 역
- 섹션제로 3-블록 13